# Liste du patrimoine immobilier classé de Havelange
Cette page regroupe l'ensemble du patrimoine immobilier classé de la ville belge de Havelange.
| Objet | Année de construction / Architecte | Adresse | Section communale | Coordonnées                      | Numéro d’inventaire | Illustration |
| --- | ---------------------------------- | ------- | ----------------- | -------------------------------- | ------------------- | --- |
| Le porche d'entrée et la couverture du château de Porcheresse-en-Condroz |                                    |         | Porcheresse       | 50° 20′ 08″ nord, 5° 14′ 07″ est | 91064-CLT-0001-01   | Image manquanteTéléverser |
| Le manoir de Froidefontaine à Barsy à savoir le manoir proprement dit, les douves, le pont et la tour-porche (M) l'ensemble des bâtiments coloriés en hachuré sur le plan (EA) ainsi que l'ensemble formé par les batiments et les terrains environnants (S). Une zone de protection est établie autour du site (ZP) |                                    |         | Flostoy           | 50° 23′ 06″ nord, 5° 08′ 36″ est | 91064-CLT-0002-01   | manoir de Froidefontaine |
| La chapelle Saint-Nicolas, à Doyon (M) ainsi que l'ensemble formé par cette chapelle et ses abords (S) |                                    |         | Flostoy           | 50° 23′ 40″ nord, 5° 08′ 36″ est | 91064-CLT-0003-01   | La chapelle Saint-Nicolas, à Doyon (M) ainsi que l'ensemble formé par cette chapelle et ses abords (S)                          |
| Le Chêne au Gibet et ses abords, sis à Barvaux-en-Condroz |                                    |         | Barvaux-Condroz   | 50° 19′ 16″ nord, 5° 16′ 40″ est | 91064-CLT-0006-01   | Le Chêne au Gibet et ses abords, sis à Barvaux-en-Condroz                                                                       |
| Les façades et toitures de l'ancien château de Chantraine ainsi que celles de la chapelle castrale (M) et l'ensemble formé par ces édifices et les abords (S) |                                    |         | Verlée            | 50° 21′ 11″ nord, 5° 16′ 03″ est | 91064-CLT-0007-01   | Image manquanteTéléverser |
| Les façades et toitures ainsi que le mur de clôture à front de rue de la ferme des Tilleuls sise rue de la Station, à Havelange |                                    |         | Havelange         | 50° 23′ 15″ nord, 5° 14′ 33″ est | 91064-CLT-0008-01   | Les façades et toitures ainsi que le mur de clôture à front de rue de la ferme des Tilleuls sise rue de la Station, à Havelange |